# Helen Mary Hill

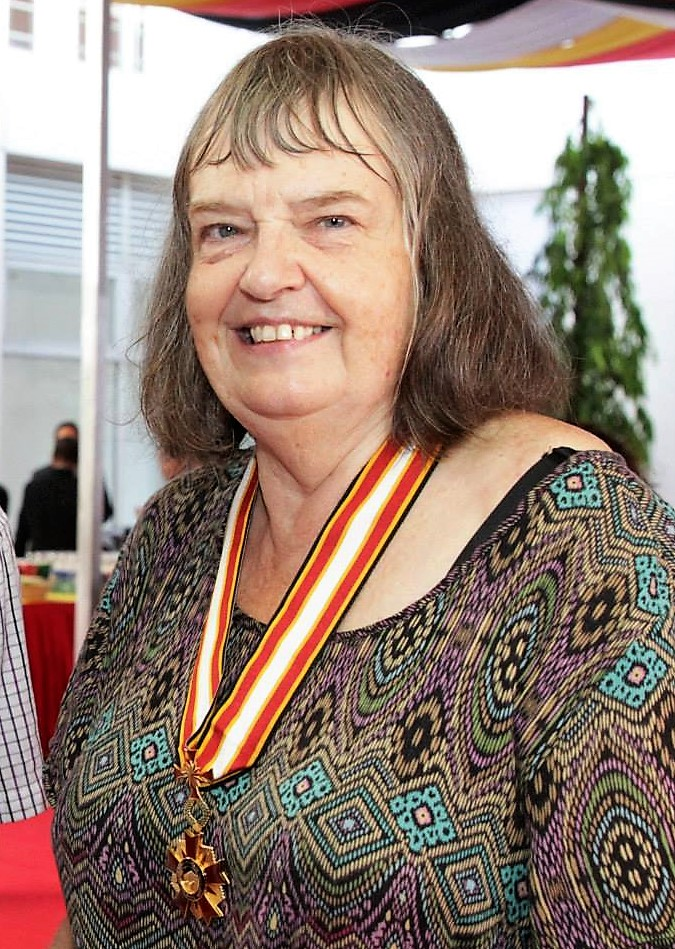
Helen Hill (2014)

Helen Mary Hill (* 22. Februar 1945; † 7. Mai 2024 in Melbourne, Australien) war eine australische Hochschullehrerin und Osttimorexpertin.

## Werdegang
Anfang 1975 reiste Hill nach Dili, die Hauptstadt von Portugiesisch-Timor, das sich gerade in der Vorbereitung zur Unabhängigkeit befand. Hill plante, ihre Master-Arbeit zum Unabhängigkeitsprozess zu verfassen, nahm aber als zentrales Thema die FRETILIN auf, die schon damals zur dominierenden Partei in der Kolonie wurde. Ihr Werk gilt als Pionierarbeit zum osttimoresischen Nationalismus von 1974/1975. Nach dem indonesischen Einmarsch in Osttimor war Hill eine der Mitgründerinnen der Association of Timor-Leste and Australia AETA. In New York unterstützte sie José Ramos-Horta beim Aufbau der „Diplomatischen Front“ der osttimoresischen Unabhängigkeitsbewegung. 1984 organisierte sie eine Veranstaltung im „National Press Club“ in Canberra, wo Ramos-Horta zum ersten Mal nach der indonesischen Invasion in Australien sprach. 1997 war sie Teil des Teams an der Victoria University in Melbourne, das auf Wunsch des Conselho Nacional de Resistência Timorense CNRT die Konferenz „Strategische Entwicklungsplanung für Osttimor“ organisierte.
Hills Analysen weckten in den 1990er-Jahren das Interesse von RENETIL-Mitgliedern, der studentischen Unabhängigkeitsbewegung Osttimors. Adérito de Jesus Soares und Nuno Rodrigues übersetzten Hills Arbeit, zusammen mit dem Indonesier Nug Katjasungkan. 2000 wurde die Übersetzung offiziell veröffentlicht; zwei Jahre vor der erneuten Veröffentlichung auf Englisch. Noch heute wird die zeitgenössische Analyse von Helen Hill von 1975 als weitsichtig angesehen und das Ergebnis hat sich in der Rückschau als richtig erwiesen, auch wenn die Arbeit weitgehend die Rolle anderer wichtiger Institutionen in der Unabhängigkeitsbewegung ignoriert, wie zum Beispiel die Katholische Kirche.
Hill erhielt von der Australian National University einen Doktortitel für ihre Arbeit zu non-formaler Bildung und Entwicklung in Fidschi, dem US-Treuhandgebiet Mikronesien und Neukaledonien. Zwei Jahre unterrichtete sie in Fidschi einen Kurs für ein Diplom in „Youth and Development“. Danach unterrichtete Hill 21 Jahre lang an der Victoria University in Melbourne zu „Pacific sociology“ und dem Bachelor-Kurs in „Asia-Pacific Community Development“ (später „International Community Development“). Dort organisierte sie Studienaufenthalte für osttimoresische Wissenschaftler und Hochschulmanager.
Nach der Unabhängigkeit Osttimors begann Hill mit Forschungsarbeiten zum Wechsel des Landes in die Unabhängigkeit. Nach ihrem Ruhestand an der Victoria University nahm sie eine Anstellung in Osttimor an der Universidade Nasionál Timór Lorosa’e (UNTL) an, wo sie weiter in den Bereichen Bildung und Entwicklung, Geschlechterrollen und solidarische Wirtschaft forschte. Zudem war sie Beraterin des Bildungsministeriums Osttimors, des Human Capital Development Fund und des Entwicklungsprogramms der Vereinten Nationen. Sie lebte nun die meiste Zeit in Osttimor. Von 1999 bis 2014 war sie Präsidentin der AETA.

## Auszeichnungen
Am 27. August 2014 wurde Hill von Staatspräsident Taur Matan Ruak die Collar des Ordem de Timor-Leste verliehen.

## Veröffentlichungen
- The Timor Story, 1976.
- Fretilin: the origins, ideologies and strategies of a nationalist movement in East Timor, Center for Continuing Education, Australian National University, 1978 (Master-Arbeit).
- Gerakan Pembebasan Nasional Timor Lorosae, Yayasan HAK dan Sahe Institute for Liberation Dili, 2000, ISBN 978-979-29-0272-3.
- Stirrings of nationalism in East Timor: Fretilin 1974–1978:  the  origins,  ideologies  and  strategies  of  a  nationalist  movement, 2002 (Dissertation).
- Timor  Lorosae,  Cetakan  Pertama, Sahe Institute for Liberation dan Yayasan Hak Dili, Osttimor, 2010.